# Даник Володимир Олексійович
Даник Володимир Олексійович (нар. 5 березня 1957, смт.Лисянка Черкаської області) – прозаїк, поет, гуморист. Член Національної спілки письменників України (1996). Лауреат міжнародного літературного конкурсу «Гранослов» (1994). Лауреат Міжнародного літературного конкурсу «Коронація слова» (2015, 2016, 2019).

## Біографія
Володимир Даник народився 5 березня 1957 року в смт. Лисянка Лисянського району Черкаської області. Закінчив середню школу № 10 міста Черкаси. В 1997 році закінчив Рязанський радіотехнічний інститут. Працював за фахом у НДІ «Акорд» в м.Черкаси. з 1993 року працює старшим викладачем кафедри радіотехніки та інформаційоно-телекомунікаційних систем в Черкаському державному технологічному університеті. З 1961 року проживає в місті Черкаси. 

## Творчість
Твори Володимира Даника друкувалися в обласній та всеукраїнській пресі, у журналах «Вітчизна», «Київ», «Україна», «Наука і суспільство». Альманахах: «Холодний яр», «Спадщина», у випусках «Антологія сучасної новелістики та лірики (2003, 2004, 2005 та 2007 роки), звучали по обласному та Українському радіо. Вірші на спортивні теми Даника друкувалися у обласній спортивній газеті «Спортарена», всеукраїнській «Спортивній газеті», альманасі «Спадщина Черкащини», журналі «Старт».

Він є автором слів гімну Черкаського державного технологічного університету, що неодноразово виконувався під час різноманітних заходів, що проводилися у вузі.  

На слова Володимира Даника видано книгу пісень композиторів Черкащини «Ми з Шевченкового краю» (1998). 

На вірші автора-пісняра написано більше трьохсот пісень композиторами Черкащини та України. Пісні виконувались народною артисткою України Валентиною Саввопуло, заслуженим діячем мистецтв України Володимиром Єфімовим, заслуженим артистом України Володимиром Чорнодубом, заслуженим артистом України Михайлом Попелюком, капелою бандуристів обласного відділу культури, муніципальним духовим оркестром (місто Черкаси), народним хором “Любисток”, заслуженим працівником культури України Миколою Масюком, відомим на Черкащині талановитим співаком Петром Осипенком, відомим в Україні та за її межами кобзарем Михайлом Ковалем, вокальним тріо “Барви”, дуетом Діани та Василя Матющенків та іншими колективами та виконавцями. Багато пісень було створено на вірші поета і композиторами–черкащанами Юлієм Збандутом, Євгеном Бічевим, Віктором Квасневським, Наталкою Саух, Володимиром Байкіним, Іваном Сухим, Анатолієм Даценком.

Бере участь у зустрічах з читачами в бібліотеках Черкащини. 

В 2019 році в Міжнародному літературно-художньому журналі "Скіфія-2019-Весна" (проза, поезія, есеї, критика) була надрукована добірка поезій - "Починаймося з рідної мови".

### Автор книг
- 1995 - «Дорога до Марса» збірка прози (видавництво "Український письменник")

ліричні збірки:
- 1992 – «Шевченків край у пісні і в серці;
- 1993 – «В звуках я хочу с природой слиться»;
- 1995 – «Хай розкаже гітара» (пісні з Шевченкового краю);
- 1996 – «Квітни, моя Україно», «Черкащина – це серце України»;
- 1997 – «Там, де сивий Дніпро котить хвилі свої»;
- 1999 – «В мого міста козацьке ім’я»;
- 2001 – «Іду вклонитися Тарасу»;
- 2014 – «В авторской песне так много от автора»»
- 2018 – «Українонько, доле моя».

гуморо-сатиричні збірки:
- 1991 – «Гуморески та байки»;
- 1992 – «Як стати молодим», «Під впливом НЛО», «Таємна зброя»;
- 1993 – «Вічна тема»;
- 2006 – «У Черкасах сміються»;
- 2010 – «Гумор – на студентській хвилі»;
- 2011 – «Гумор – на футбольній хвилі»;
- 2012 – «Шумахери стовпів не лічать».

## Нагороди, премії
Володимир Олексійович Даник має низку премій:

- лауреат поетичного конкурсу, що здійснювався за підтримки журналу «Соціалістична культура» (нині «Українська культура») (1987);
- лауреат поетичного конкурсу «Автора! Автора!», який проводили журнал «Перець» і Міністерство культури України (1984);
- лауреат першого Всеукраїнського фестивалю – конкурсу гумору (Київ, 1992);
- лауреат Міжнародного літературного конкурсу «Гранослов» (1994);
- лауреат обласного фестивалю гумору, що проводився в рамках Всеукраїнського фестивалю «Вишневі усмішки» (2005).
- Спеціальна відзнака Міжнародного літературного конкурсу «Коронація слова» в номінації «Пісенна лірика» за «Найкращу військову пісню» від начальника Центрального будинку офіцерів Збройних Сил України полковника Євгена Блискуна (2015);
- лауреат Міжнародного літературного конкурсу «Коронація слова» в номінації «Кращий пісенний твір для дітей середнього шкільного віку» за твір «А мій тато – герой» (2016);
- Диплом Міжнародного літературного конкурсу «Коронація слова 2019» у номінації «Пісенна поезія» за вірш «Третє Різдво»[4][5] (2019).